# Општина Пукени (Дамбовица)
Пукени (рум. Pucheni) општина је у Румунији у округу Дамбовица.
Oпштина се налази на надморској висини од 638 m.